# 자동차 엔진

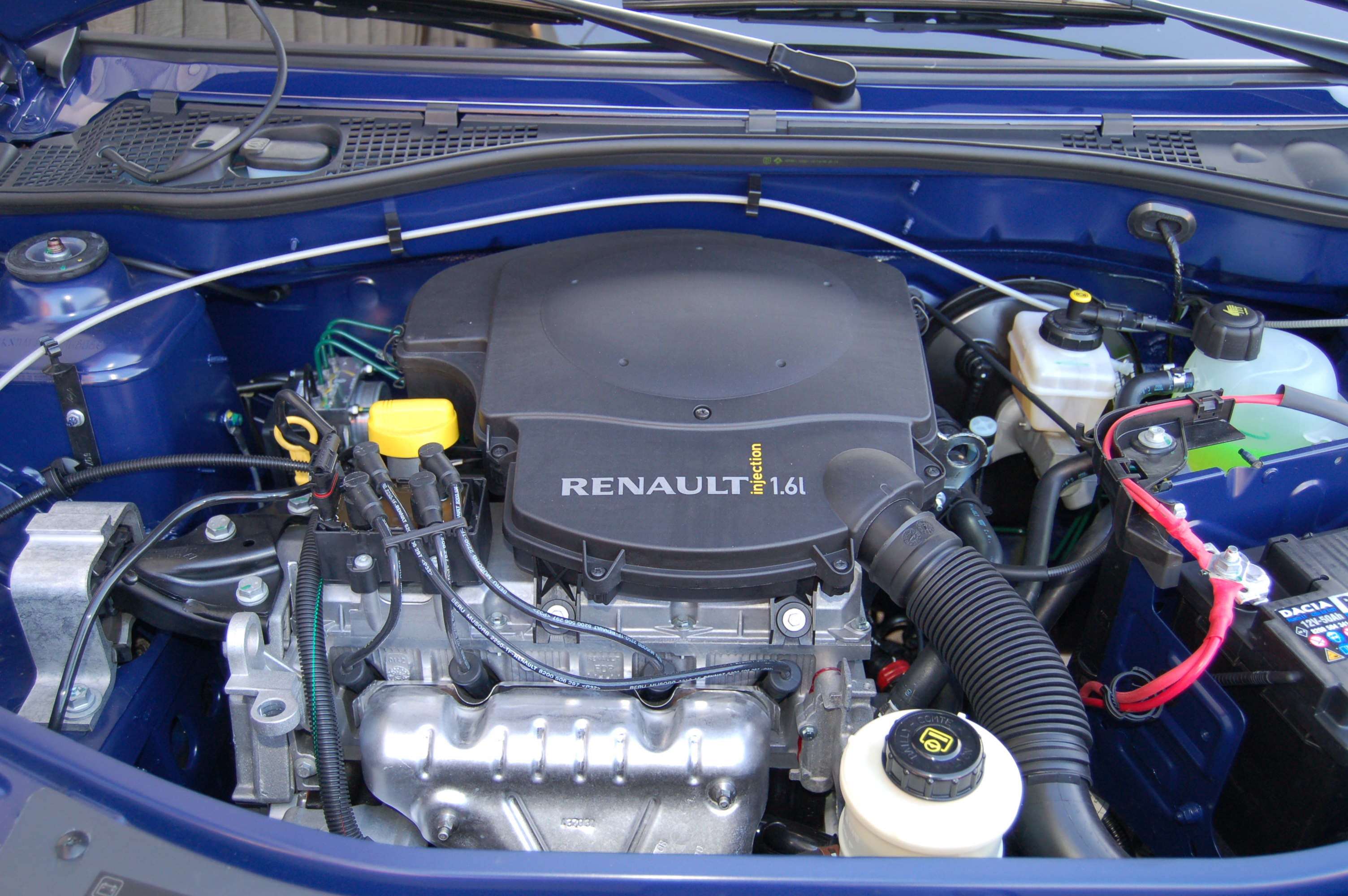
내연기관엔진. 1.6리터 르노 엔진 (2008년 이후)

자동차 엔진은 자동차에 동력을 공급하는 기관이다.

## 4행정 내연기관

4행정 기관

현대의 자동차 엔진은 대부분 4행정 기관이다. 4행정 기관은 흡입, 압축, 폭발, 배기의 4행정에 의해 한 주기를 끝내는 내연기관으로 왕복운동 엔진의 가장 일반적인 예이다. 내연기관은 연료를 공기 중의 산소와 완전연소가 이루어지도록 잘 혼합된 상태에서 압축을 한 다음 연소를 시킬 때 발생하는 열에너지를 직접 이용해 운동에너지를 얻는다.

## 연료 및 추진 기술

### 증기 기관
역사상 가장 초기의 자동차들은, 증기 기관을 사용하여 동력을 얻었다.

### 경유 엔진(CI엔진)
경유(디젤)을 주 연료로 하여 압축 착화 방식을 이용하여 동력을 얻으며 낮은 엔진 회전수에서 높은 토크를 얻으므로 주로 대형기관, 버스, 트럭등에 이용되었으나 최근에는 분사기술의 발달로 소형승용차까지 널리 사용되고 있다.

### 휘발유 엔진 (SI엔진)
휘발유(가솔린) 주 연료로 하여 점화 착화 방식으로 동력을 얻으며 주로 높 회전수를 요구하는 기관에 사용된다. 소형 발전기부터 승용차, 모터사이클(오토바이)등에 사용되는게 일반적이다.

### 전기 엔진
축전기로부터 동력을 얻는 방식인데, 초기에는 가솔린 엔진에 비해 널리 이용되는 듯하였으나 축전기의 충전용량의 한계로 이동거리가 매우 짧아 시장에서 사라지고 말았지만, 축전지 기술이 발달함에 따라 친환경 동력으로서 각광받고 있다.

### 하이브리드 엔진
둘이상의 동력원을 이용하여 차량을 구동하는 방식. 현재에는 휘발유+전기모터 구동 방식이 주를 이루고 있으나 대형트럭을 시작으로 디젤+하이브리드 방식도 개발되어 점차 그 범위가 넓어지고 있다. 2010년에 현대자동차에서 LPG+하이브리드라는 기술을 아반떼 LPi하이브리드에 적용하여 양산한 사례가 있다.